# Gyula Erdélyi
Gyula Erdélyi (ur. 1961) – węgierski zapaśnik walczący w stylu klasycznym.
Zajął piąte miejsce na mistrzostwach Europy w 1983. Drugi w Pucharze Świata w 1986 i trzeci w 1982 roku.